# ジャスト (情報番組)
『ジャスト』（英: JUST）は、1998年9月28日から2005年3月25日までTBS系列で平日午後に生放送されていた生活情報番組である。

## 概要
2年ぶりに復活した芸能ニュースや、最新のファッションやトレンド、有名人やセレブリティの密着リポートやインタビューなどを放送。同じ生活情報でも実用性のある『はなまるマーケット』や『ベストタイム』と一線を画す内容で差別化された。
番組タイトルロゴ（黒縁付き）・テーマ音楽は、スタートから最終回まで全て変わらず使用していた。
TBSビデオ問題を発端に、TBSは「ワイドショー撤退」と同時に芸能ニュースからも手を引いたが、『ブロードキャスター』のコーナー「お父さんのためのワイドショー講座」でのみ芸能ニュースを伝えていた。
本番組開始前の1998年9月11日の『毎日新聞』にTBSの芸能ニュースに関するガイドラインが掲載されており、
1. 芸能リポーターは設けない
2. 過度な取材・プライバシー侵害・興味本位だと批判の多い事件物や芸能ネタは取り上げない
3. 事件の場合は報道局が担当しアナウンサーが伝える
4. それ程大きいニュースがない時には生放送に固執しない

という方針を示していた。そうした方針もあり、芸能ニュースはイベントや記者会見の話題を中心に扱った。例外的に時間を割いて報道したのは安室奈美恵実母殺害事件時などごく僅かで、そういった場合は報道局扱いとなるためテロップをJNNニュース仕様としていた。なお、芸能リポーターではなく「芸能デスク」を稲垣吉昭（TBSビジョン＝TBS－V→TBSスパークル所属）が務め、必要に応じてスタジオで解説を行った。
2005年のTBS平日ワイド大改編に伴い、整理番組の対象となりTBS系列平日午後のワイドショー枠は一旦終了し、6年半の歴史に幕を下ろした（放送回数は全1630回）。
本番組終了後、同時間帯は一旦再放送枠（TBS基準）に戻るが、その1年後（2006年4月）に『2時ピタッ!』として同種番組を再開した。

## 放送時間
- 番組開始 - 2002年3月22日[1]：14:00 - 15:55
- 2002年3月25日[1] - 番組終了：14:00 - 15:50[注 2]

## ネット局
- ネット状況について
  - 〇…同時フルネット
  - ×…非ネット

| 放送対象地域   | 放送局                    | 系列    | 放送時間                        | 放送時間                        | 備考 |
| 放送対象地域   | 放送局                    | 系列    | 第1部 月曜 - 金曜 14:00 - 14:50 | 第2部 月曜 - 金曜 14:50 - 15:50 | 備考 |
| -------------- | ------------------------- | ------- | ------------------------------- | ------------------------------- | --- |
| 関東広域圏     | 東京放送（TBS）           | TBS系列 | 〇                              | 〇                              | 【制作局】 現：TBSテレビ                                                                                                   |
| 北海道         | 北海道放送（HBC）         | TBS系列 | 〇                              | 〇                              | 全期間フルネット。 |
| 岩手県         | IBC岩手放送（IBC）        | TBS系列 | 〇                              | 〇                              | 1999年3月29日 - 2001年1月26日は第1部のみ放送。                                                                             |
| 宮城県         | 東北放送（TBC）           | TBS系列 | 〇                              | 〇                              | 全期間フルネット。 |
| 山形県         | テレビユー山形（TUY）     | TBS系列 | 〇                              | 〇                              | 2002年3月22日まで第1部のみ放送。                                                                                           |
| 福島県         | テレビユー福島（TUF）     | TBS系列 | 〇                              | 〇                              | 全期間フルネット。 |
| 新潟県         | 新潟放送（BSN）           | TBS系列 | 〇                              | 〇                              | 全期間フルネット。 |
| 静岡県         | 静岡放送（SBS）           | TBS系列 | 〇                              | 〇                              | 2000年3月31日まで第1部のみ放送。                                                                                           |
| 富山県         | チューリップテレビ（TUT） | TBS系列 | 〇                              | 〇                              | 全期間フルネット。 |
| 石川県         | 北陸放送（MRO）           | TBS系列 | 〇                              | 〇                              | 2000年10月2日 - 2002年10月4日は第1部のみ放送                                                                               |
| 中京広域圏     | 中部日本放送（CBC）       | TBS系列 | 〇                              | 〇                              | 現：CBCテレビ 2000年9月1日まで第1部のみ放送。                                                                              |
| 鳥取県・島根県 | 山陰放送（BSS）           | TBS系列 | 〇                              | 〇                              | 1999年9月24日まで第1部のみ放送。                                                                                           |
| 岡山県・香川県 | 山陽放送（RSK）           | TBS系列 | 〇                              | 〇                              | 現：RSK山陽放送 2002年3月22日まで第1部のみ放送。                                                                           |
| 広島県         | 中国放送（RCC）           | TBS系列 | 〇                              | 〇                              | 2001年10月26日まで第1部のみ放送。                                                                                          |
| 愛媛県         | あいテレビ（iTV）         | TBS系列 | 〇                              | 〇                              | 2000年9月29日まで第1部のみ放送。                                                                                           |
| 高知県         | テレビ高知（KUTV）        | TBS系列 | 〇                              | 〇                              | 2001年4月6日まで第1部のみ放送。                                                                                            |
| 福岡県         | RKB毎日放送（RKB）        | TBS系列 | 〇                              | 〇                              | 1999年10月1日まで第1部のみ放送。                                                                                           |
| 大分県         | 大分放送（OBS）           | TBS系列 | 〇                              | 〇                              | 放送開始から1999年3月26日まで第2部のみ(15:00 -)放送、一旦打ち切り。 2000年4月3日から再開し2000年9月29日まで第1部のみ放送。 |
| 鹿児島県       | 南日本放送（MBC）         | TBS系列 | 〇                              | 〇                              | 2002年3月22日まで第1部のみ放送。                                                                                           |
| 沖縄県         | 琉球放送（RBC）           | TBS系列 | 〇                              | 〇                              | 1999年4月5日 - 2001年3月30日は第1部のみ放送。                                                                              |
| 青森県         | 青森テレビ（ATV）         | TBS系列 | 〇                              | ×                               | 全期間第1部のみ放送。 |
| 長野県         | 信越放送（SBC）           | TBS系列 | 〇                              | ×                               | 放送開始から1999年3月26日まで第2部のみ(15:00 -)、 1999年3月29日から放送終了まで第1部のみ放送。                             |
| 山梨県         | テレビ山梨（UTY）         | TBS系列 | 〇                              | ×                               | 放送開始から1999年2月26日まで第2部のみ(15:00 -)放送。 1999年3月1日から放送終了まで第1部のみ放送。                          |
| 近畿広域圏     | 毎日放送（MBS）           | TBS系列 | 〇                              | ×                               | 全期間第1部のみ放送。 |
| 山口県         | テレビ山口（tys）         | TBS系列 | 〇                              | ×                               | 2000年4月3日からネット開始。 ネット開始から2002年3月22日までおよび2004年7月26日から番組終了までは第1部のみ放送。           |
| 長崎県         | 長崎放送（NBC）           | TBS系列 | 〇                              | ×                               | 全期間第1部のみ放送。 |
| 熊本県         | 熊本放送（RKK）           | TBS系列 | 〇                              | ×                               | 全期間第1部のみ放送。 |
| 宮崎県         | 宮崎放送（MRT）           | TBS系列 | 〇                              | ×                               | 放送開始から1999年3月25日までフルネット。                                                                                  |

### ネット局に関する備考
- 前番組『情報!もぎたてサラダ』では15:00に飛び乗りポイントが設定されていたが、本番組では14:55（2002年3月25日からは14:50[27]）に飛び降りポイントが追加された。青森テレビや毎日放送、テレビ山口のように14時台で飛び降りていた局もあり、通常時フルネットとしている局でも臨時に14時台のみのネットに変更する場合もあった。1999年3月26日をもって15:00から飛び乗る局はなくなった。
- 基本的にTBS系列で放送していたが、テレビ山口は当初フジテレビ制作『ビッグトゥデイ』→『2時のホント』を同時ネットしており、本番組が放送できなかった[注 3]。2000年3月31日の『2時のホント』の終了を機にフジテレビの同時ネットから離脱、翌4月3日から本番組の同時ネットを開始した。これにより、TBS系列28局全てで放送されるようになった。
- 大分放送ではフジテレビ制作『ライオンのごきげんよう』を14時台に放送していたため、開始当初は15時台に放送。1999年に一度打ち切っていた。2000年4月3日から『ライオンのごきげんよう』がテレビ大分にネットチェンジしたため、14時台のネットを開始した。

## 出演者

### 総合司会・メインパーソナリティー・ニュースコーナー担当
| 期間 | 期間      | 総合司会 | メインパーソナリティー | メインパーソナリティー | ニュースコーナー | ニュースコーナー | ニュースコーナー |
| 期間 | 期間      | 総合司会 | 月曜・火曜             | 水曜 - 金曜            | 月曜・火曜       | 水曜             | 木曜・金曜       |
| --- | --------- | -------- | ---------------------- | ---------------------- | ---------------- | ---------------- | ---------------- |
| 1998.9.28 | 2000.3.31 | 三雲孝江 | 土井敏之1              | 安住紳一郎1            | 戸田恵美子1      | 長峰由紀1・3     | 長峰由紀1・3     |
| 2000.4.3 | 2002.9.27 | 三雲孝江 | 土井敏之1              | 安住紳一郎1            | 堀井美香         | 堀井美香         | 堀井美香         |
| 2002.9.30 | 2003.3.28 | 三雲孝江 | 土井敏之1              | 安住紳一郎1            | 小川知子4        | 小川知子4        | 小川知子4        |
| 2003.3.31 | 2005.3.25 | 三雲孝江 | 藤森祥平2              | 安住紳一郎1            | 岡田泰典         | 柴田秀一5        | 岡田泰典         |
| - 1 『情報!もぎたてサラダ』から続投（土井・安住は曜日パーソナリティー、戸田・長峰はニュース担当）。 - 2 2004年4月より『ウォッチ!』スポーツコーナーを兼務。 - 3 『JNNニュース1130』を兼務。 - 4 『JNNニュースの森』を兼務。 - 5 2004年3月まで『ベストタイム』内「JNNニュース」を兼務。 |           |          |                        |                        |                  |                  |                  |

### 夕刊まわし読み担当
- パックンマックン（1998年11月 - 2005年3月）

### コメンテーター
- 岡田可愛（月曜日）
- 水沼貴史（月曜日）
- ヨネスケ（月曜日隔週、「よろずヨネスケ」も担当）
- 四方義朗（火曜日）
- 北原照久（水曜日）
- 安藤和津（水曜日）
- 山口良一（水曜日、「お助け大作戦」も担当）
- きよ彦（木曜日）
- 清水由貴子（木曜日）
- 高見恭子（木曜日ほか）
- ピーコ（金曜日）[注 4]

### リポーター・コーナー担当
- 林マヤ
- ごあきうえ（林マヤとともに木曜日「リメイク隊」コーナー）
- おすぎ（最終金曜日の「シネマサロン」コーナー）
- グレートチキンパワーズ（月曜日の「あの街に住みたい」コーナー）
- アンジャッシュ（月曜日の「あの街に住みたい」「貧乏時代の晩餐」コーナー）
- 佐藤文康（TBSアナウンサー。「ジャストキャッチ」コーナー）
- ミスターちん（「ミスターちんの珍邸豪邸 お宅訪問」コーナー）
- 杉本彩（火曜日の「マダムに会いたい」コーナー・初代）
- 木之内美穂（火曜日の「マダムに会いたい」コーナー・2代目、同じ日の「芸能人マル秘子育て」も担当したことがある）
- 福田直代（「亭主改造計画」コーナー・初代）
- 矢野悦子（「亭主改造計画」コーナー）[28]
- 沢田美香
- 近藤淳子（元北陸放送アナウンサー、安住のJNN・JRN系列の同期）
- 林家きく姫（金曜日の「晩ごはん（きく姫の!それいけ晩ごはん）」コーナー・初代）
- 安井まみ子（金曜日の「晩ごはん（やすいの!GOGO晩ごはん）」コーナー・2代目）
- 向井政生（月曜日の「亭主改造計画」コーナー）
- 高橋真美（木曜日の「亭主改造計画」コーナー）
- オセロ（金曜日の「亭主改造計画」コーナー・初代）
- ZIPPER（金曜日の「亭主改造計画」コーナー・2代目）
- 北陽（金曜日の「亭主改造計画」コーナー・3代目）
- アン☆ドゥ（水曜日の「街で噂の流行モノ」コーナー）
- 円戸由香（亭主改造計画　隔週）

## スタジオセット
- 初代：1998年9月28日 - 2003年9月26日
- 2代目：2003年9月29日 - 2005年3月25日（2代目のテーブルは初代と同様のものを使用した。）

## タイトルロゴ
カラーリング：ジャスト

## 主な内容

### 月曜日 - 金曜日、番組オープニングからの30分ほどに放送していたコーナー
- 芸能情報
- 夕刊まわしYOMI（芸能情報の続き、という位置）
- ザ・ジャストテン（最後の半年に月曜日 - 金曜日放送していた日替わりランキングコーナー）
- ニュース

### 曜日ごとに放送されていたり、不定期に放送されていたコーナー
- 私は見た!スターマル秘お買い物姿（月曜日）
- よろずヨネスケ（月曜日）
- マダムに会いたい（火曜日）
- 芸能人マル秘子育て（火曜日）
- 辛口ピーコのファッションチェック（金曜日）
- きく姫のそれいけ晩ご飯（金曜日）
- 亭主改造計画（ほぼ毎日）
- アキラがゆく!
- なんでもランキング（木曜日）
- ミスターちんの珍邸・豪邸お宅訪問（木曜日）
- 愛の脱ギャル応援隊
- お買い物クィーンを探せ!
- お部屋改造計画
- 奥様スターに変身
- 街で噂の流行モノ（水曜日）
- ほかに林マヤ&きよ彦によるコーナーが開始以来続いた。（後にきよ彦からごあきうえに交替、その後林マヤのみに。）

## 備考
三雲は1985年9月まで同時間帯の『3時にあいましょう』の司会を担当していた。13年ぶりに同時間帯へ復帰した。2004年9月まで土曜夜の『ブロードキャスター』と兼任で当番組を担当していたが、帯番組である当番組に専念するために『ブロードキャスター』を降板。なお、当番組と『ブロードキャスター』を兼任していた時期は『ブロードキャスター』側の方針により、三雲は同番組が休止される週は当番組を休演する形を採っていた。
安住は当番組がこれまで出演していた番組の中で一番思い入れのある番組だとしており、放送終了が決定した時は非常にショックを受けていたという。安住は最終回の放送で涙を流しながら「必ずこの時間帯の情報番組の司会として戻ってきます」と宣言した。当番組終了後に帯番組は長らく担当していなかったが、2021年秋より開始された平日朝の新情報番組『THE TIME,』の総合司会に就任することとなった。一方、三雲は当番組終了後、夕方の大型ワイド帯番組『イブニング・ファイブ』の司会に就任した。
さらに2009年春、時間帯は違えど『情報7daysニュースキャスター』で三雲・安住は再び共演している（三雲は同年1月から不定期出演の後、春からコメンテーター。安住は総合司会）。
芸能ニュースに関しては1996年5月31日まで放送していた『スーパーワイド』と同じテロップを使用していた。
2004年において「ジャスト」奥様モデルを一般公募し、オーディションを行い9名の奥様モデルが誕生したが、出演が殆ど無いまま番組終了を迎えた。
制作協力はTBSビジョン（TBS－V、現在のTBSスパークル）・泉放送制作・フラジャイル・LADAK。火曜日のみTBSの単独制作となっていた。フラジャイル以外は『3時にあいましょう』以降の制作協力をしていた。2025年4月現在、安住紳一郎がTBSスパークル（旧TBSビジョン）の制作協力番組『THE TIME,』『情報7daysニュースキャスター』の司会を担当しているが、当番組に関してはTBSビジョンが制作協力していた曜日（月曜日）には出演していなかった。